# Conor Donovan
Conor Donovan (Fuquay-Varina, Amerikai Egyesült Államok, 1996. január 8. –)  amerikai labdarúgó, aki jelenleg az Orlando City  játékosa.